# Kontrolleret luftrum
Et kontrolleret luftrum er et nærmere afgrænset luftrum, inden for hvilket der ydes flyvekontroltjeneste til IFR-flyvninger og til VFR-flyvninger i overensstemmelse med luftrumsklassifikation.
| Luftfart | Spire Denne artikel om flyvning er en spire som bør udbygges. Du er velkommen til at hjælpe Wikipedia ved at udvide den. |